# Никола Ангелов (Попължани)
Вижте пояснителната страница за други личности с името Никола Ангелов.
Никола Ангелов е български революционер, деец на Вътрешна македоно-одринска революционна организация.

## Биография
Ангелов е роден в 1884 година в леринското село Попължани, тогава в Османската империя, днес Папаянис, Гърция. Влиза във ВМОРО като четник. По време на Илинденско-Преображенското въстание в 1903 година е войвода на чета, която е част от отряда на Алексо Джорлев.
При избухването на Балканската война в 1912 година е доброволец в Македоно-одринското опълчение и служи в четата на Марко Иванов.